# Corona Checa (partido político)
Koruna Česká (monarchistická strana Čech, Moravy a Slezska) (en español: La Corona Checa (Partido Monarquista de Bohemia, Moravia y Silesia), es un partido político checo de ideología monarquista, que aboga por la restauración de la monarquía checa, con poderes limitados bajo el régimen de monarquía constitucional o parlamentaria como forma de gobierno, para que ejerza su soberanía dentro de los actuales territorios nacionales que conformaron las Tierras de la Corona de Bohemia.  Previo a la fundación de Checoslovaquia en 1918, el país formaba parte del Imperio austrohúngaro. La sede central del partido se encuentra en Praga. El Partido Corona Checa fue fundado en 1991 y su líder actual es Vojtěch Círus.

## Resultados electorales

### Cámara de Diputados
| Año  | Votos % | Escaños | Notas      |
| ---- | ------- | ------- | ---------- |
| 2006 | 0,13    | 0       |            |
| 2010 | 0,07    | 0       |            |
| 2013 | 0,17    | 0       |            |
| 2017 | 5,35    | 0       | con TOP 09 |
| 2021 | 0,16    | 0       |            |

### Parlamento Europeo
| Año  | Votos % | Escaños | Notas       |
| ---- | ------- | ------- | ----------- |
| 2004 | 0,21    | 0       |             |
| 2009 | 0,19    | 0       |             |
| 2014 | 0,16    | 0       |             |
| 2019 | 7,24    | 0       | con KDU-ČSL |